# Julianna Zsigray
Julianna Zsigray (anhörenⓘ; * 15. Februar 1903 in Törökszentmiklós; † 21. Februar 1987 in Kiskunhalas) war eine ungarische Schriftstellerin und Drehbuchautorin. Sie benutzte auch die Pseudonyme Eszter Aradi und György Ebeczky.

## Leben
Zsigray wuchs auf dem Land in Pusztaszakállas, wenige Kilometer östlich von Törökszentmiklós gelegen, auf. Sie absolvierte die ersten vier Klassen der Grundschule in Törökszentmiklós, um danach das katholische Mädchengymnasium Sophianum im VIII. Bezirk in Budapest zu besuchen, an dem sie ihr Abitur machte. Erstmals wurde mit Álmok ein Werk von ihr 1927 in der Zeitschrift Nyugat veröffentlicht. 1929 gewann sie mit der Erzählung Az Áldozat  den ersten Preis bei einem Wettbewerb der Zeitschrift Új Idők. 1931 erschien ihr erster Roman Szüts Mara házassága, welcher zehn Jahre später verfilmt wurde. Von 1930 bis 1944 arbeitete sie als Lektorin bei dem Verlag Singer und Wolfner in Budapest. Daneben wirkte sie 1939 und 1940 als Redakteurin bei der Jugendzeitschrift Az Én Újságom. Während der deutschen Besatzung ab 1944 setzte sie sich für verfolgte Menschen ein. In der Zeit von 1949 bis 1956 konnte sie keine Bücher veröffentlichen. Während dieser Zeit verbrachte sie viel Zeit in Bibliotheken und Archiven, um Material für weitere Bücher zu sammeln. Ab 1957 erschienen drei biografische Romane, über die bekannten Komponisten Ferenc Erkel und Ferenc Lehár sowie den Violinisten Ede Reményi, alle in mehreren Auflagen. 1970 zog sie von der Hauptstadt Budapest nach Kiskunhalas.
Einige ihrer Bücher wurden in andere Sprachen übersetzt und Texte von ihr erschienen in österreichischen und Schweizer Zeitschriften. Zudem schrieb sie Drehbücher für mehrere Filme wie Tóparti látomás, Halálos csók, Tilos a szerelem und Fiú vagy lány?.
Ihr Grab befindet sich auf dem alten reformierten Friedhof in Kiskunhalas. Die Stadt Kiskunhalas hat ihr zu Ehren eine Straße nach ihr benannt (Zsigray Julianna utca).

## Werke (Auswahl)
- Szüts Mara házassága. Singer und Wolfner, Budapest 1931.
- Férficél. Singer und Wolfner, Budapest 1932.
- Aranyharang – Karácsony. Singer und Wolfner, Budapest 1933.
- Zsuzsa és a komondor. Singer und Wolfner, Budapest 1933.
- Kristálymuzsika. Singer und Wolfner, Budapest, 1934.
- Utolsó farsang. Singer und Wolfner, Budapest 1934.
- Marci. Singer und Wolfner, Budapest 1936.
- Csillagos ég. Singer und Wolfner, Budapest 1937.
  - Zvjezdano nebo. Grafika, Zagreb 1944. (Übersetzung ins Kroatische)
- Egy férfi – két nő. Singer und Wolfner, Budapest 1937.
- A római százados. Singer und Wolfner, Budapest 1938.
- Erzsébet magyar királyné. Singer und Wolfner, Budapest 1938.
- Hét jegenye. Singer und Wolfner, Budapest 1939.
- Holtomiglan, holtodiglan. Singer und Wolfner, Budapest 1940.
  - Der rote Ballon. Scientia-Verlag, Zürich 1945. (Übersetzung ins Deutsche)
- Féltékenység. Singer und Wolfner, Budapest 1941.
  - Gelosia. Elmo, Mailand 1946. (Übersetzung ins Italienische)
- Pacsirta énekel. Singer und Wolfner, Budapest 1941. (Unter dem Namen György Ebeczky)
- Ég az Alföld. Singer und Wolfner, Budapest 1942.
  - Sterren glanzen over de puszta. M. C. Stok, Den Haag 1948 und 1971. (Übersetzung ins Niederländische)
- Lázadó szív. Singer und Wolfner, Budapest 1943.
- Két világ. Singer und Wolfner, Budapest 1944.
- Visszhang.  In: Új Idők, Budapest 1945.
- Májusi eső. In: Új Idők, Budapest 1947.
- Hűség. In: Új Idők, Budapest 1948.
- A Sugár úti palota – Erkel Ferenc életregénye. Zeneműkiadó Vállalat, Budapest 1957.
- Tragikus keringő – Lehár Ferenc életregénye. Zeneműkiadó Vállalat, Budapest 1959.
- Tékozló élet – Reményi Ede életregénye. Zeneműkiadó Vállalat, Budapest 1963.
- Csendességi fogadalom. Móra Ferenc Könyvkiadó, Budapest 1971.
- Távoli fény. Móra Ferenc Könyvkiadó, Budapest 1982.
- Tőr és paróka. Móra Ferenc Ifjúsági Könyvkiadó, Budapest 1986. (Mit Zeichnungen von Attila Fazekas)